# قضية كالاس
قضية كالاس هي قضية قانونية فرنسية حدثت في الفترة من 1761 إلى 1765 في تولوز على خلفية الصراع الديني بين البروتستانت والكاثوليك، واشتهرت بتدخل فولتير من خلال عمله "رسالة في التسامح".
كان جان كالاس تاجرًا بروتستانتيًا من تولوز. وبعد العثور على ابنه مخنوقا أو مشنوقا، وفقا للطبيب الموجود في الموقع، اتهم جان كالاس بقتله لمنع الشاب من التحول إلى الكاثوليكية.
هذه القضية سياسية بالأساس، ولا تكشف عن عمل المحاكم الملكية. ويشوبها العديد من الانتهاكات الإجرائية في إدارة الأدلة (إساءة استخدام الإدارة والمراقبة، من بين أمور أخرى).
تعرض جان كالاس، الذي دافع دائمًا عن براءته، للتعذيب والخنق ثم أُحرق في 10 مارس 1762. في عام 1765، أعاد القضاء حقوق أرملة جان كالاس، وأعادوا الاعتبار لذكرى زوجها الراحل.

## السياق
أثناء الحروب الدينية، كان نزوح الهوغونوتيون الجماعي واسع النطاق وعززه إلغاء مرسوم نانت الذي شهد فرار ما يقرب من 200 000 من الهوغونوت إلى البلدان البروتستانتية في أوروبا. على الرغم من أن الإلغاء يحظر بشدة أي هجرة، إلا أن الذين يقررون البقاء يخضعون لقوانين صارمة ولكن قليلة التطبيق عندما يكونون حذرين للغاية. وفي هذا السياق كان عدد سكان مدينة تولوز حوالي 50 000 كاثوليكي و200 كالفيني في عام 1761.  انتعش التعصب تجاه البروتستانت خلال هذه الفترة بسبب الأزمة الاقتصادية وحرب السنوات السبع التي شهدت مواجهة فرنسا، حليفة النمسا وروسيا، للقوى البروتستانتية (بروسيا وبريطانيا العظمى). أخيرًا، قبل شهر واحد فقط من قضية كالاس، قُبض على القس فرانسوا روشيت، وهو واعظ سري في منطقة مونتوبان، في كوساد. وحاولت مجموعة صغيرة من البروتستانت إطلاق سراحه دون جدوى. حوكم القس في تولوز، وحُكم عليه بالإعدام وتم قطع رؤوس ثلاثة من صانعي الزجاج البروتستانت، وهم الأخوة جرينير. على الرغم من أن الكالفينيين يمثلون أقلية متطرفة وهم عمومًا متحفظون للغاية، إلا أن هذه الأحداث لا تؤدي إلا إلى تضخيم الشائعات حول التهديد البروتستانتي المتزايد.

## القضية

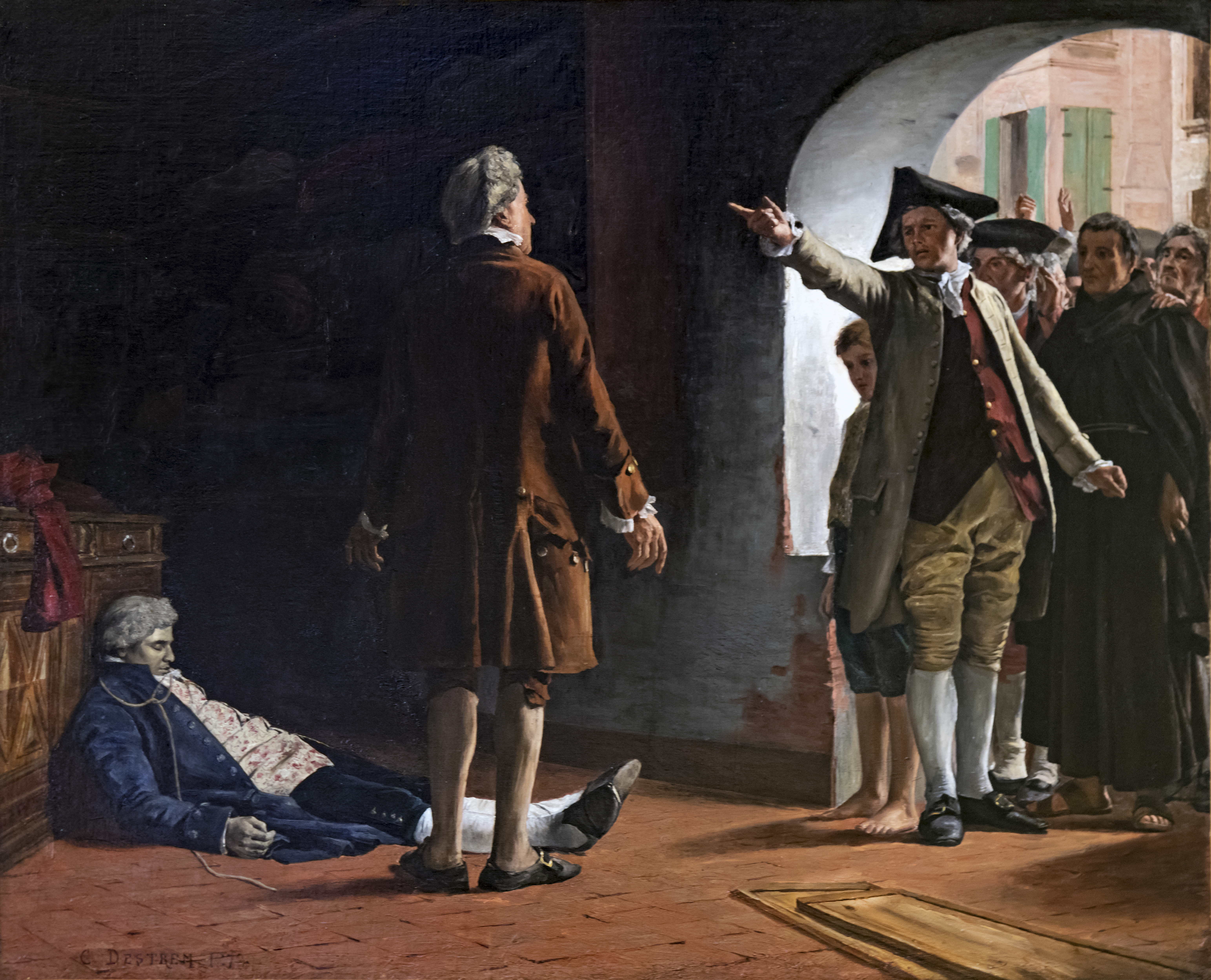
اعتقال كالاس بريشة كازيمير ديستريم (1879، متحف فيو تولوز).

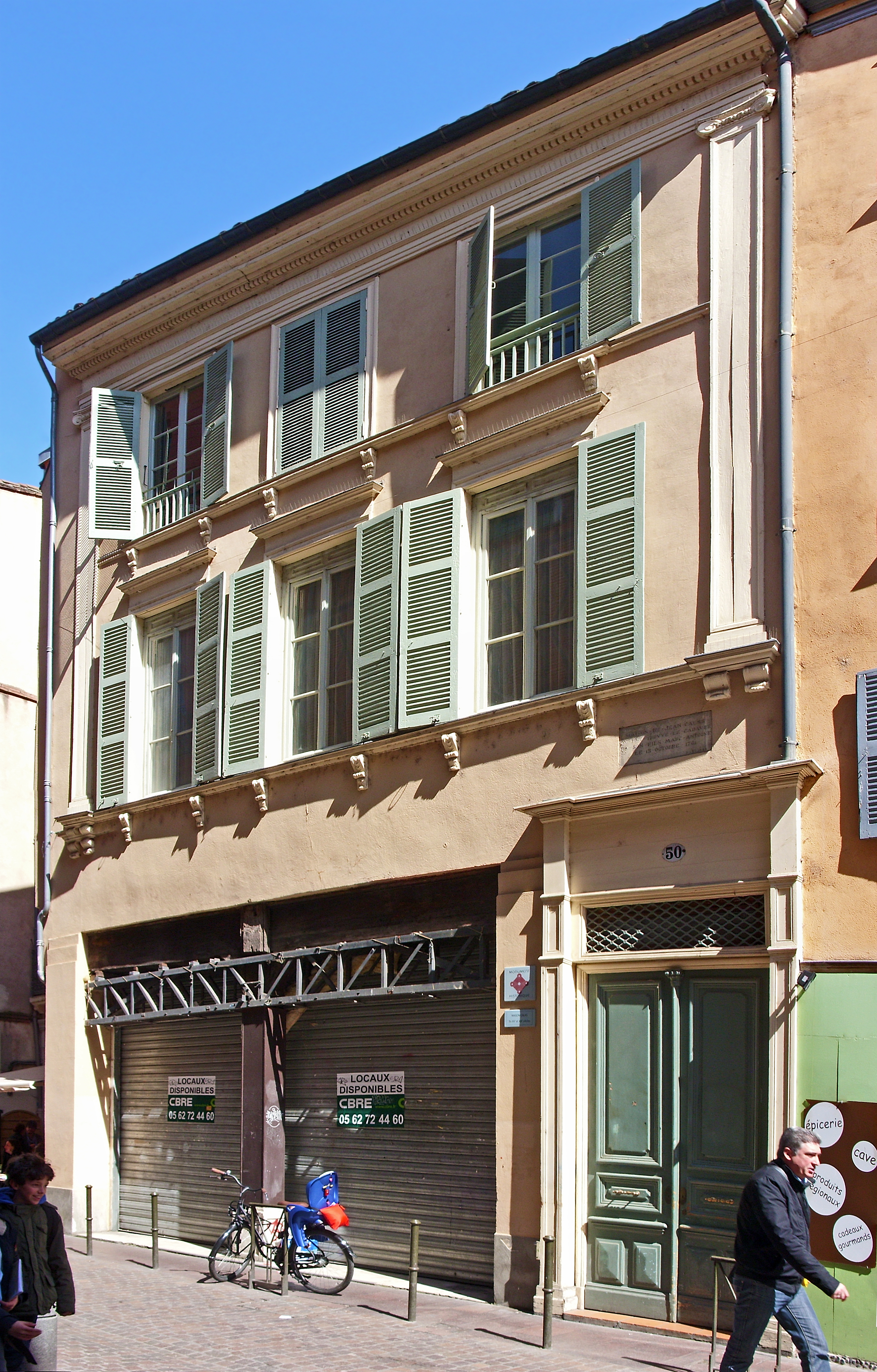
منزل جان كالاس، شارع دي فيلاتييه.

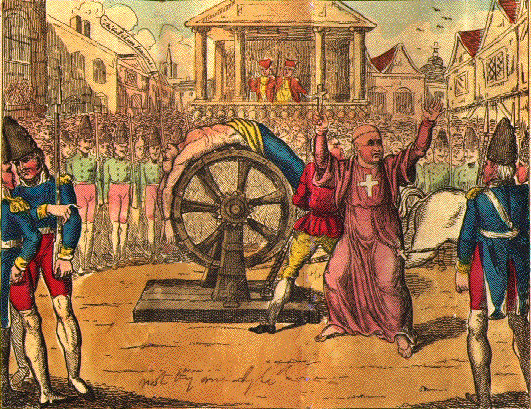
جان كالاس محكوم في عجلة الكسر.

كان جان كالاس تاجر أقمشة، عاش مع عائلته في شارع دي فيلاتييه في تولوز. وفي 13 أكتوبر 1761، عُثر على ابنه الأكبر، مارك أنطوان، مخنوقًا في منزل العائلة. تم اكتشاف الجثة في الساعة 10 مساءً، بعد العشاء الذي جمع الأب والأم كالاس، والابنان مارك أنطوان وبيير، وضيفًا عابرًا، جوبير لافيس. بعد استدعائهم إلى الموقع، لاحظ الأطباء أن ربطة عنق مارك تخفي آثار خنق مزدوج. أبلغ الوالدين عن جريمة شخص غير معروف. بعد استدعائهم إلى الموقع، لاحظ الأطباء أن ربطة عنق مارك تخفي آثار خنق مزدوج. ومع ذلك، يُتهم الكالاس، والضيف غوبرت، والخادمة جين فيجوير، الكاثوليكية، بالقتل. في الواقع، موقف العائلة مريب، لأنهم اعترفوا، بعد ثلاثة أيام من الاستجواب في دار البلدية، بأنهم قاموا بفك ربطة عنق مارك أنطوان لإخفاء الانتحار وبالتالي تجنيبه عقوبة المنتحرين، "أن يُسحبوا إلى حائط" ويُجرّ جثمانهم عبر المدينة بواسطة حصان (سحب الجثة بحصان على وجهها عبر المدينة أو الريف ويتعرضون لسخرية السكان ثم يُلقون في القمامة).
لكن عائلة كالا، ذات العقيدة البروتستانتية، باستثناء أحد أبنائها، لويس، الذي تحول إلى الكاثوليكية والمنتسب إلى جماعة إخوان التائبين البيض، واصلوا ممارسة عقيدتهم. متحمساً  ومقتنعاً  بشائعات الحي التي تزعم رغبة مارك أنطوان في اختيار الدين الكاثوليكي واتهام والده بقتله حتى لا يتحول إلى المسيحية، طالب موظف بلدية تولوز الكابيتول ديفيد دي بيودريجو بمزيد من التحقيق.
في مواجهة عدم وجود أدلة تثبت إدانة جان كالاس، نشر المدعي العام للملك تشارلز لاغان في 17 أكتوبر 1761 مذكرة بغرض الكشف. في هذا السياق لاستدعاء الشهود، كان من الممكن قبول الإشاعات باعتبارها أرباع الأدلة، والنميمة كأثمان الأدلة. وعند بعض المؤلفين فإن القضاة جمعوا، لعدم وجود ما هو أفضل، العلامات والقرائن، وفضلوا الدليل الظني على دليل الشهادة. بالنسبة لمؤرخ العدالة بينوا غارنو، هذه صورة كاريكاتورية لعدالة النظام القديم: استجوب جان كالاس وزوجته وابنه بيير عدة مرات. وفي 18 نوفمبر 1761، وبعد المداولة، حكمت عليهم محكمة الكابيتول بالسؤال التحضيري العادي والاستثنائي. في حين استأنفت عائلة كالاس هذا الحكم.
كان المحامي، المدافع سيئ الحظ عن كالاس، هو ألكسندر جيروم لواسو/لويزو دي موليون (1728-1771؛ محامٍ في برلمان باريس، صديق روسو؛ موليون هو معقل في سان بريس شمال مونتمورنسي).
بموجب حكم الاستئناف الصادر عن برلمان تولوز في 9 مارس 1762، حُكم على جان كالاس "بالكسر حيًا، والعرض لمدة ساعتين على عجلة، وبعد ذلك خنقه وإلقائه في محرقة ليُحرق". منحه القاضي فترة تساهل في اللحظة الأخيرة، وهو شرط ينص على خنقه بعد ساعتين من العرض على العجلة من أجل تقليل مدة التعذيب). خضع أولاً للاستجواب العادي والاستثنائي ("لانتزاع منه الاعتراف بجريمته وشركائه وظروفه")، وجلسة طويلة من التعذيب، لكنه لا يعترف بشيء. ويصر على براءته. في 10 مارس 1762، تعرض جان كالاس للضرب حيًا في ساحة سان جورج، ثم تم خنقه ثم حرقه بعد ساعتين.

## بيير كالاس وفولتير

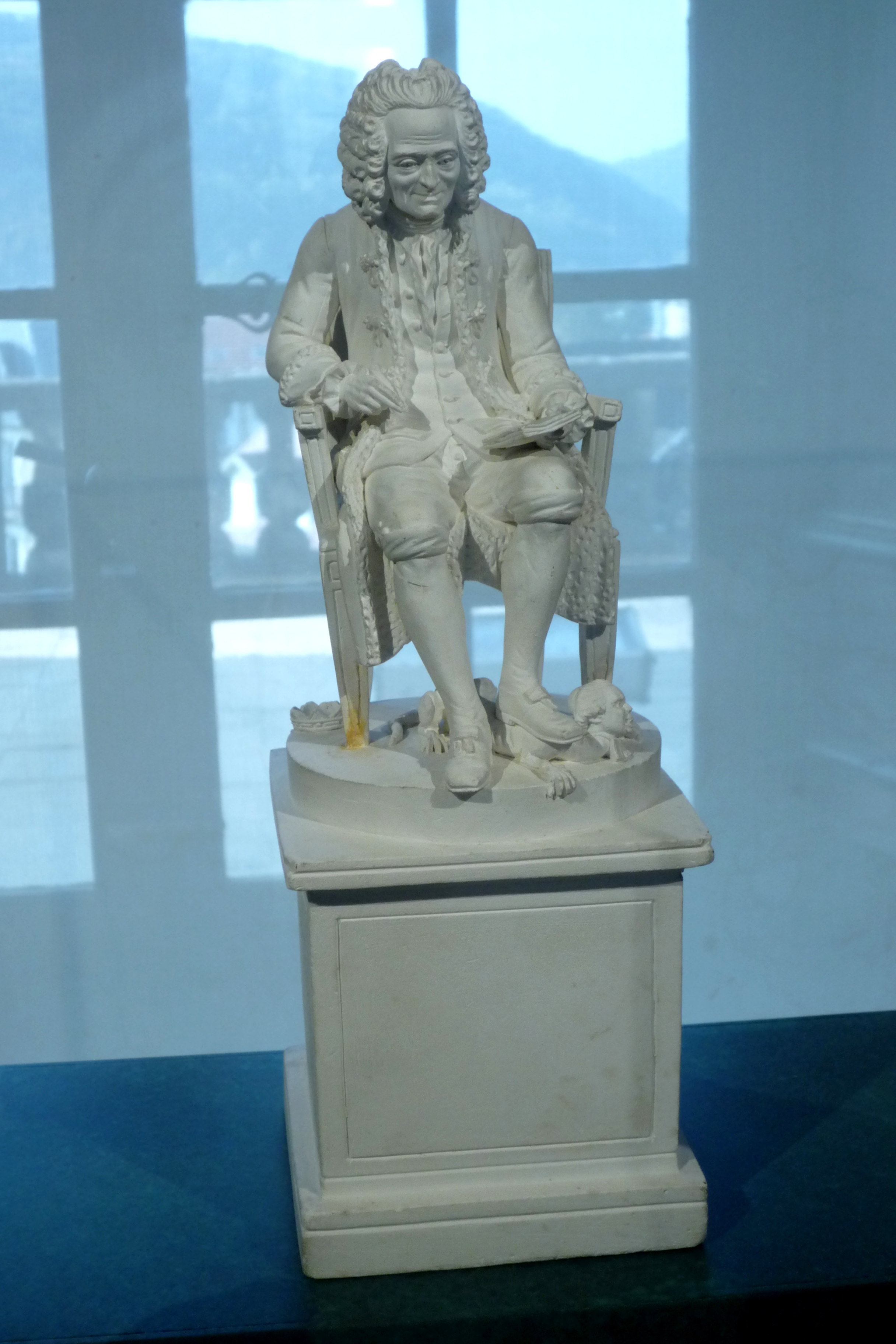
فولتير يدوس على سيئ السمعة لكلود أندريه ديسين ، 1792 (متحف الثورة الفرنسية).

حُكم على بيير، وهو ابن آخر لجان كالاس، بالنفي مدى الحياة حيث ذهب إلى مدينة جنيف الكالفينية، حيث التقى بفولتير، الذي كان تاجر مرسيليا الثري دومينيك أوديبير قد أبلغه بالقضية بالفعل. اعتقد الفيلسوف في البداية أن الاتهام له ما يبرره، وكتب في البداية رسالة نارية حول جان كالاس. ولكن، بعد أن أقنعه بيير ببراءته، قام بعد ذلك بتشكيل مجموعة ضغط مع أصدقائه، واستخدم سخريته لضمان تحقيق العدالة. وفي عام 1762، كتب الوثائق الأصلية المتعلقة بوفاة الأخت كالاس، والحكم الصادر في تولوز، ولا سيما بناءً على الوثائق التي قدمها له محامي جنيف شارل دي مانويل دي فيغوبري.
ومن أجل الحصول على مراجعة للمحاكمة، نشر فولتير عام 1763 كتابه رسالة في التسامح بمناسبة وفاة جان كالاس، بينما حصلت الأسرة على مقابلة في فرساي مع لويس الخامس عشر. وبعد عامين من التحقيق، ألغى مجلس الملك حكم برلمان تولوز في 4 يونيو 1764 بسبب عيوب إجرائية وأحال القضية إلى محكمة الطلبات للبت في موضوع الدعوى. وفي 9 مارس 1765 أصدر، كحل أخير، حكماً يرد الاعتبار لذكرى جان كالاس، ويبرئ جميع المتهمين الآخرين. إن رفض برلمان تولوز دائمًا التراجع عن حكمه، وسيعتبر حكم إعادة التأهيل هذا باطلاً. فُصل الكابيتول في 25 فبراير 1765 وانتحر بعد فترة وجيزة.
في عام 1792، صنع النحات كلود أندريه ديسين تمثالًا صغيرًا من الجبس لفولتير في إشارة إلى هذه القضية.

## الجدول الزمني التفصيلي
المراحل الرئيسية لهذه القضية هي:
- 19 مارس 1698: ولادة جان كالاس في لاكاباريدي، بالقرب من كاستر. من عائلة بروتستانتية، حصل على المعمودية في الكنيسة الكاثوليكية بعد أربعة أيام.
- 1722: عمل جان كالاس كتاجر غسيل في شارع فيلاتييه في تولوز.
- 19 أكتوبر 1731: تزوج جان كالاس من آن روز كابيبل، البروتستانتية. سيكون لديهم أربعة أبناء وبنتان: مارك أنطوان (من مواليد 5 نوفمبر 1732)، بيير، لويس، دونات، آن وآن روز.
- 18 مايو 1759: حصل مارك أنطوان كالاس على درجة البكالوريوس في القانون، لكنه لم يتمكن من الحصول من السلطات الكنسية على الشهادة اللازمة لدعم وثائق الترخيص.
- 24 يناير 1761: تلقى مراقب لانغدوك رسالة من وكيل تولوز، يُبلغ فيها بعدم رغبة جان كالاس في توفير احتياجات ابنه لويس الذي تحول إلى الكاثوليكية عام 1756 ولم يعد يعيش تحت سقف الأسرة.
- 13 أكتوبر 1761: عُثر على مارك أنطوان ميتًا ملقى على الأرض في الطابق الأرضي من المنزل.
- 15 أكتوبر 1761: الكابيتول ديفيد دي بيودريجو يقود التحقيق. استجوب جان وبيير كالاس، وكذلك غوبيرت ليفينسي، اللذين تمت دعوتهما في نفس المساء. وكشف المتهمون عن العثور على مارك أنطوان مشنوقًا، وإخفاء الانتحار على أنه جريمة قتل، ثم كذب على المحققين لتجنيب المتوفى عار الانتحار. مع أخذ هذه العناصر في الاعتبار، طالب جزء من رجال الدين وسكان تولوز بعقوبة معتبرة للعائلة المتهمة بارتكاب جريمة فظيعة: قتل ابنها الذي أراد التحول إلى الكاثوليكية. وطالبوا بمعاقبة الزنادقة. لم يتم إجراء أي تحقيق لمعرفة ما إذا كان مارك أنتوني ينوي حقًا التحول أم لا. يُعلن الأخير شهيدًا ويُدفن على الطريقة الكاثوليكية. يرافق نعشه أربعون كاهنًا تائبًا أبيض وسط حشد هائل.
- 18 نوفمبر 1761: يؤكد الكابيتول أن جان وآن روز وبيير كالاس وجين فيجوير الخادمة وجوبير ليفينس مذنبون. تقرر استجواب جان كالاس وزوجته وابنه بيير وحبس غوبير ليفينسي وجين فيجويير. وبعد ذلك استأنفت العائلة الحكم أمام قاضي تولوز.
- 9 مارس 1762: بناءً على استنتاجات المدعي العام ريكيه دي بونريبوس، بأغلبية ثمانية أصوات من أصل ثلاثة عشر، أدان البرلمان جان كالاس وحكم عليه بالتعذيب.
- 10 مارس 1762: إعدام جان كالاس في تولوز في ساحة سان جورج. مات وهو يعلن براءته. أحرق جسده وألقي الرماد في مهب الريح.
- 18 مارس 1762: نفي بيتر؛ تمت تبرئة والدته جين فيجوير وليفينسي؛ الفتاتان محبوستان في الأديرة. تمت مصادرة ممتلكات الأسرة.
- 7 مارس 1763: مجلس الملك يستأنف حكم برلمان تولوز ويأمر بمراجعة قضية كالاس.
- 14 أبريل 1763: قدم أنطوان لويس مذكراته علنًا حول مسألة تشريحية تتعلق بالفقه، حيث وضع مبادئ التمييز عند فحص الجثة التي وجدت معلقة علامة الانتحار عن تلك التي تشير إلى الاغتيال. ويثبت علميا أن "المشنوقين لا يموتون من ضيق التنفس، بل من ضغط الوريد الوداجي الخانق"، موضحا أن مارك أنطوان كان من الممكن أن ينتحر بربط الحبل بمقبض الباب بينما تلامس قدميه الارض.[17]
- 4 يونيو 1764: مرسوم مجلس الملك يلغي قرارات برلمان تولوز.
- 9 مارس 1765: تمت إعادة تأهيل كالاس وعائلته بشكل نهائي من قبل جمعية مكونة من ثمانين قاضيًا ومجلس الملك. كما منح الملك الأسرة معاشًا قدره 36 ألف جنيه.

## الملاحظات والمراجع
1. ↑  Langages de la Révolution (1770-1815). ENS Editions. 1995. ص. 347..
2. 1 2  Benoît Garnot (2013). Récits d'historien, Voltaire et l'Affaire Calas. Les faits, les interprétations, les enjeux. Hatier. ص. 99..
3. ↑  Éthel Groffier-Klibansky (2011). [قضية كالاس، صفحة. 87, في كتب جوجل Criez Et Qu'on Crie : Voltaire Et La Justice Penale]. Presses Université Laval. ص. 87. {{استشهاد بكتاب}}: تحقق من قيمة |مسار= (مساعدة).
4. ↑  Traité sur la tolérance, Voltaire, « Chapitre Premier, Histoire abrégée de la mort de Jean Calas », 1763.
5. ↑  "L'affaire Calas". justice.gouv.fr (بالفرنسية). 14 septembre 2011. Archived from the original on 2016-02-09. Retrieved 19 décembre 2017. {{استشهاد ويب}}: تحقق من التاريخ في: |تاريخ الوصول= and |تاريخ= (help).
6. ↑  Dominique Inchauspé (2004). L'intellectuel fourvoyé. Voltaire et l'affaire Sirven, 1762-1778. Albin Michel. ص. 21..
7. ↑  Marc Chassaigne (1929). L'affaire Calas. Perrin et cie. ص. 170..
8. ↑  "Voltaire et l'affaire Calas". franceinter.fr (بالفرنسية). 9 mars 2015. Archived from the original on 2015-05-24. Retrieved 19 décembre 2017. {{استشهاد ويب}}: تحقق من التاريخ في: |تاريخ الوصول= and |تاريخ= (help).
9. ↑  Janine Garrisson (2004). L'Affaire Calas : Miroir des passions françaises. Fayard. ص. 88..
10. ↑  Gilbert Collard (1994). Voltaire, l'affaire Calas et nous. Les Belles Lettres. ص. 124..
11. ↑  Selon le témoignage de la femme d'un tailleur, Pierre Calas lui aurait dit qu'il poignarderait un de ses frères s'ils abjuraient.
12. ↑  Ernest Masmonteil (1901). La législation criminelle dans l'œuvre de Voltaire. Rousseau. ص. 31..
13. ↑  Pièces originales concernant la mort des srs calas, et le jugement rendu à Toulouse. 1762. مؤرشف من الأصل في 2023-11-30.
14. ↑  Janine Garrisson (2004). L'Affaire Calas : Miroir des passions françaises. Fayard. ص. 145..
15. ↑  Henri-Robert, Les grands procès de l’histoire, Payot, Paris, 1931, chapitre Voltaire, défenseur de Calas, en ligne. نسخة محفوظة 2012-06-04 at Archive.is
16. ↑  Source : L'affaire Calas, site Magister. نسخة محفوظة 2012-06-04 at Archive.is
17. ↑  Benoît Garnot (2013). Récits d'historien, Voltaire et l'Affaire Calas. Les faits, les interprétations, les enjeux. Hatier. ص. 71..

## روابط خارجية

### فهرس
- بول رومان-موسكولوس،" عائلة جان كالاس »، في حوليات دو ميدي ، 1962، المجلد 74، no 60 ، ص. 404-409

- José Cubero (1993). L'affaire Calas : Voltaire contre Toulouse. Vérités et Légendes (بالفرنسية). Paris: Perrin. ISBN:978-2-262-01029-4. .
- ميشيل ماثي، فولتير ينقذ كالاس (مسرح)، 2004.
- ميشيل بوريت ،" كالاس بريء : الأدلة العلمية »، في التاريخ ، no 323 ، septembre 2007 ، ص. 69-73

- ميشيل بوريت،" فولتير : حارس التنوير »، في دفاتر فولتير ، 8، 2009، ص. 7-28

- Benoît Garnot (2009). C'est la faute à Voltaire : une imposture intellectuelle. Histoire & société (بالفرنسية). Paris: Belin. p. 157. ISBN:978-2-701-14959-2. .
- آني جاي ، سيدة الأضواء، ابنة فولتير ، كتاب الجيب للأطفال، 2012. رواية للأطفال عن قضية كالاس، ترويها ماري كورنيل، وصي فولتير.
- Garnot, Benoît (2013). Voltaire et l'affaire Calas les faits, les débats, les enjeux. Récits d'historien. (بالفرنسية). Paris: Hatier. pp. 123. ISBN:978-2-218-97147-1. .

### فيلموغرافيا
- قضية كالاس ، حلقة من برنامج الكاميرا تستكشف الزمن ، 1963 ( مرئي على موقع إينا ).
- فولتير وقضية كالاس ، فيلم تلفزيوني من إخراج فرانسيس روسر ، يروي قضية كالاس وتدخل فولتير. ويلعب دور الفيلسوف الشهير كلود ريتش . تم بث الفيلم التلفزيوني في 4 avril 2007 على قناة Swiss Romande Television (TSR) التي شاركت في إنتاجه، وفي 23 janvier 2009 على قناة Arte .
- في فيلم مخاطر الوظيفة (فيلم) تدور أحداث هذه القضية خلال حصة التاريخ على يد زوجة أستاذ متهم ظلما من أجل إزعاج ضمير أحد الطلاب الذين شهدوا زورًا ضده.

### مسرح
- قضية كالاس، الصراخ وجعل الناس يصرخون ! فولتير بواسطة كريستيان رينو. إخراج وأداء آن دوراند. تم إنشاؤه عام 2011 في مسرح Funambule-Montmartre في باريس.